# 모더나
모더나(Moderna)는 미국 매사추세츠주 케임브리지에 위치한 미국의 바이오테크놀로지 기업으로, 신약 개발, 의약품 개발, 전령 RNA(mRNA) 전용 백신 기술에 초점을 두고 있다. 맥길대학교와 MIT를 졸업한 뒤 벤쳐투자자로 활동하는 누바 아페얀이 모더나의 공동 창업자이자 이사회장이고, 동시에 이 회사의 최대주주이다. CEO는 스테판 방셀이다.
모더나의 기술 플랫폼은 합성 mRNA를 생존 중인 세포에 삽입하며 외부에서 반응이 만들어져 전통적으로 주사하는 것이 아닌, 자체 면역 반응 개발을 위해 세포를 재프로그래밍한다. RNA를 세포에 삽입할 때 나타나는 부작용으로 인해 과거에 버려졌던 새로운 기술이다. 2020년 11월 기준으로, 인간의 이용을 위해 승인된 mRNA 약은 존재하지 않는다.
2020년 11월 기준으로, 모더나의 가치는 350억 달러이며 어느 약도 승인되지 않은 가운데 코로나19 백신인 mRNA-1273은 긴급 사용 승인 단계에 가까워졌다.

## 같이 보기
- GC녹십자
- 삼성바이오로직스